# Erebus walkeri
Erebus walkeri är en fjärilsart som beskrevs av Butler 1875. Erebus walkeri ingår i släktet Erebus och familjen nattflyn. Inga underarter finns listade i Catalogue of Life.